# Gold Fields
Gold Fields — южноафриканская горнодобывающая компания. Штаб-квартира — в Йоханнесбурге. В 2022 году компанией было добыто 2,4 млн унций золота на рудниках в Австралии, Гане, ЮАР и Перу. Основана в 1998 году в рамках объединения золотодобывающих активов компаний Gold Fields of South Africa и Gencor

## История
Компанию Gold Fields of South Africa («Золотые прииски Южной Африки») основали в 1887 году Сесил Родс и Чарльз Радд для управления их золотодобывающими активами в Витватерсранде. На первых порах успехи компании были невелики, в 1907 году Gold Fields начала расширять деятельность в другие страны Африки (Гану и Нигерию), а также инвестировала в добычу золота на Ленских приисках. В 1910-х годах компания ещё больше расширила сферу интересов, вкладывая деньги в предприятия в различных отраслях, преимущественно в США, но наиболее стабильным источником дохода оставались две шахты в Южной Африке (Robinson Deep и Simmer and Jack). Самым тяжёлым для компании стал 1922 год из-за Рандского восстания.
В 1926 году компания начала добычу золота в Западной Австралии близ Калгурли, а в 1930 году — в Папуа — Новой Гвинее. К концу 1930-х годов компания в большей мере сосредоточилась на Южной Африке, здесь было начато несколько новых проектов совместно с Anglo American.
Gencor была создана в 1980 году слиянием компаний General Mining and Finance Corporation и Union Corporation. Первая из них была основана в 1895 году немцами Георгом и Леопольдом Альбу (George and Leopold Albu). Она была известна тем, что первой в Южной Африке начала применять цианид для извлечения золота из руды, а также первой в Южной Африке начала добывать уран. Union Corporation была также основана немцем Адольфом Герцем в 1897 году, первоначально была дочерним предприятием Deutsche Bank и называлась A. Goertz and Co, сменила название с началом Первой мировой войны. В 1930-х годах она первой начала разработку месторождений золота в Оранжевом Свободном Государстве; позже расширила интересы в производство бумаги и упаковки, морские перевозки и строительство. В 1994 году Gencor купила компанию Billiton International у Royal Dutch Shell, став таким образом крупным производителем и торговцем алюминием и сталью, однако в 1997 году Billiton была отделена и вскоре сформировала BHP Billiton.
В конце 1990-х годов золотодобывающая отрасль ЮАР переживала глубокий кризис, и в 1998 году произошло слияние Gencor и Gold Fields, объединённая компания контролировала три важнейших рудника ЮАР (Driefontein, Kloof и Beatrix) и занимала второе место в стране по добыче золота. В ноябре 2001 года были куплены шахты St. Ives и Agnew, а в следующем году — компания Abosso Goldfields.
В сентябре 2006 года Gold Fields заявила о приоберетнии за $2,5 млрд крупнейшего в мире месторождения золота — South Deep (ЮАР) с запасами 29,3 млн унций.
В 2012 году Gold Fields отделила часть активов в самостоятельную компанию, названную Sibanye Gold, эти активы включали урановые рудники KDC (ранее Kloof) в провинции Гаутенг (ЮАР) и золотодобывающие шахты Beatrix в провинции Фри-Стейт (ЮАР), а также вспомогательные предприятия в Южной Африке.

## Деятельность
Gold Fields ведёт добычу золота на 9 шахтах в Австралии (St Ives, Agnew, Granny Smith, Gruyere), ЮАР (South Deep), Гане (Tarkwa, Damang, Asanko) и Перу (Cerro Corona), доказанные и возможные запасы золота по состоянию на конец 2022 года составляли 46,1 млн унций. Наибольшую долю в производстве золота имеет Австралия (44 %), далее следуют Гана (32 %), ЮАР (13 %) и Перу (11 %). Кроме этого в Перу ведётся добыча меди (27 тыс. т в год) и имеется проект по добыче золота и серебра в Чили (Salares Norte).
В списке крупнейших публичных компаний мира Forbes Global 2000 за 2023 год Gold Fields заняла 1663-е место.
Крупнейшим акционером является пенсионный фонд госслужащих ЮАР Public Investment Corporation (8,9 %).